# حروب القد
حروب القد أو حروب سمك القد (بالإنجليزية: Cod War )‏ وهي الحروب التي جَرت بسبب الصراع على المياه الإقليمية التي تقع بين بريطانيا وايسلندا حيث شكلت تلك الحروب سلسلة من المواجهات المحتدمة بين الدولتين بشأن حقوق الصيد في المنطقة الواقعة شمال المحيط الأطلسي وانتهت كُل تلك الصراعات لصالح ايسلندا واعطتها حق الصيد في المياه الإقليمية. انتهت حرب القد باتفاق مناسب جداً للمصالح الايسلندية حيث تضمن ذلك الاتفاق بتنازل بريطانيا عن 200 ميل بحري (370 كيلو متر) خصوصاً بعد تهديدات الجانب الأول بالانسحاب من حلف الشمال أطلسي الذي سيحد من الوصول الحلف إلى معظم فجوة جيوك التي تمثل نقطة مهمة جداً ضد الغواصات الروسية ابان الحرب الباردة.  
ونتيجة لذلك الاتفاق، فقد مجتمع الصيد البريطاني القدرة على الوصول للثروة السمكية في الاماكن الغنية من المحيط الاطلسي وبالتالي فقدان الالاف من الوظائف. أصبحت المنطقة الاقتصادية الخالصة التي تبلغ مساحتها 200 ميل بحري (370 كيلومتراً) معيار حقيقي للأمم المتحدة.  
أُستخدم مصطلح «حرب القد» لأول مرة من قبل أحد الصحفيين البريطانيين في اوائل سبتمبر 1958. لم يكن شائع استخدام المصطلح للإشارة للحروب التقليدية التي تحدث عادة بين الدول ولكن الآن يستخدم للنزاعات العسكرية بين الدول. أفادت الاحصائيات الرسمية لحرب سمك القد ان هناك قتيلاً واحد حيث كان من الجنسية الايسلندية يعمل كمهندس حيث لقى مصرعه بطريق الخطأ في حرب سمك القد الثانية أثناء إصلاح الأضرار التي لحقت بزورق حربي أيسلندي إيجير (Ægir) بعد اصطدامها مع الفرقاطة البريطانية أَبولو (Apollo). اصطدمتا مرة أخرى في 29 أغسطس.
طٌرحت عدة تفسيرات وتحليلات عسكرية حول الحرب. قد ركزت الدراسات الحديثة على الدوافع الاقتصادية، القانونية، والاستراتيجية الاساسية لأيسلندا وبريطانيا فضلاً عن العوامل المحلية والدولية التي كانت تخيم على اجواء الحرب وساهمت بشكل اساسي في اندلاعها. تم وضع الحرب كمادة دراسية يستفاد منها بنظرية العلاقات الدولية.

## خلفية

### حتى 1949

المناطق البحرية حسب القانون الدولي لم يتم الاعتراف بها عالميا حتى عام 1982.

بدأ الصيادون من بريطانيا في الصيد لأول مره في المياه الدولية بالقرب من أيسلندا في مطلع القرن الخامس عشر. من بدايات القرن السادس عشر وما بعده، كان البحارة والصيادون الإنجليز يمثلون الوجود الأكبر في المياه المحاذية لأيسلندا. يرى مجموعة من المؤرخين الأيسلنديين إلى تاريخ صراع أيسلندا من أجل احكام سيطرتها على مواردها وثروتها البحرية في عشر نزاعات، أو عشر حروب من سمك القد. في الحرب الأولى، تنازعت النرويج وإنجلترا من عام 1415 إلى 1425 حول تجارة إنجلترا مع أيسلندا في انتهاك واضح وصريح للاحتكار التجاري القائم بين النرويج والتجارة الأيسلندية. انتهى النزاع عندما تم القبض على إريك من قبل الإنجليز حيث كان يشغل إيرك رئاسة بوميرانيا في أيسلندا ثم أعادوا التجارة الأنجلو أيسلندية بشكل فعال ونشط. ابرمت الاتفاقية عده نتائج حيث كان أهم ما تم التوصل إليه في عام 1976 ما يسمى في العصر الحديث باسم حرب القد الثالثة (حرب القد الأخيرة والعاشرة في التاريخ طويل الأمد).
مع زيادة معدلات صيد الأسماك التي كانت سببها القوة البخارية في أواخر القرن التاسع عشر، شعر أصحاب القوارب والقباطنة بضغط العمل لاستغلال هذه الزيادة لإيجاد اماكن جديدة للعمل فيها. ونظراً لزيادة كميات الصيد الكبيرة في المياه الأيسلندية أدت إلى جذب رحلات دورية ومنتظمة عبر شمال المحيط الأطلسي. في عام 1893، زعمت الحكومة الدنماركية التي كانت تحكم سلطتها على أيسلندا وجزر فارو آنذاك، ان حدودها التي تتم بها عمليات الصيد تبلغ 50 ميل بحري (93 كم) حول شواطئها. اعترض مالكو سفن الصيد البريطانية على ما زعمت به الحكومة الدنماركية واستمروا في إرسال سفنهم إلى المياه القريبة من أيسلندا. لم تعترف الحكومة البريطانية بالادعاء الدنماركي على أساس أن وضع سابقة كهذه من شأنه أن يؤدي إلى مطالبات مماثلة من جانب الدول حول بحر الشمال والتي من شأنها أن تلحق الضرر بصناعة صيد الاسماك البريطانية.
في عام 1896، توصلت بريطانيا إلى اتفاق مع الدنمارك بما يضمن للسفن البريطانية استخدام أي منفذ أيسلندي للمأوى إذا قامت بتخزين معداتها وشباك الجر. في المقابل، لا تقوم السفن البريطانية بعمليات الصيد في خليج فكسا شرق خط من إيلونيبا (Ílunýpa)، وهو نتوء بحري بالقرب من كيفلافيك (Keflavík) إلى صخرة بورمووسكير (Þormóðssker).
بدأت الصحافة البريطانية في طرح التساؤلات عن سبب استمرار الإجراءات التعسفية التي تقوم بها الحكومة الدنماركية ضد المصالح البريطانية دون أي تدخل من البحرية الملكية لرد على قيام زوارق حربية دنماركية بتوجيه الاتهامات وفرض الغرامات على العديد من سفن الصيد البريطانية بسبب الصيد غير القانوني في حدود 13 ميل بحري (24 كم)، والتي رفضت الحكومة البريطانية الاعتراف بهذه الادعاءات. قام البريطانيون بعرض للقوة البحرية (القوة الدبلوماسية) في عامي 1896 و 1897.
في أبريل 1899، كانت سفينة بخارية كاسبين (Caspian) تقوم بعمليات الصيد قرابة جزر الفارو عندما حاول زورق حربي دنماركي اعتقالها حيث زعم انها تصطاد السمك بطريقة غير مشروعة داخل المياه الدنماركية. في بادئ الامر، رفض قبطان السفينة التوقف وبدأ بإطلاق النار عليها أولاً بقذائف فارغة ذو حشوات بلاستيكية ثم بالذخيرة الحية. في نهاية المطاف، تم القبض على السفينة وأُمر قائدها ان يركب الزورق الدنماركي، ولكن قبل أن يغادر قائد السفينة تشارلز هنري جونسون سفينته للذهاب على متنها، أمر زميله بعمل حركة معينه لقيام بفعل سريع ومفاجئ بعد أن ذهب إلى الزورق الدنماركية. انطلقت السفينة في بحر قزوين بأقصى سرعة ممكنة. أطلق الزورق الحربي عدة طلقات على القارب غير المسلح، لكنه لم يستطع اللحاق والقبض على القائد الذي عاد حيث أصيبت بأضرار جسيمة وعادت إلى قرية غريمسبي في مدينة كورنوال في إنجلترا. على متن السفينة الحربية الدنماركية، جلد قائد بحر قزوين وعُلق على السارية. أدانته محكمة عقدت في ثورشافن عدة تهم منها الصيد غير المشروع ومحاولة الاعتداء على حدودها المائية، وسُجن لمدة 30 يومًا.
بموجب اتفاقية المياه الإقليمية الأنجلو دانماركية التي أقرت في عام 1901، حُددت 3 أمتار (6 كم) من الحدود الإقليمية، تم أخذ قياساتها بدقة متناهية لحدود أيسلندا المائية لمدة 50 عاماً.
تطورت ونمت مهنة الصيد في ايسلندا في أهمية صناعة الصيد البريطانية في نهاية القرن التاسع عشر. نظراً لنشوب الحرب العالمية الاولى وزيادة الاقتتال فيها أدى ذلك لانخفاض نشاط صيد الأسماك حتى انتهاء النزاع فعلياً لفترة من الزمن.
في حين أن بيانات الصيد لم تكن مكتملة في الفترة التي سبقت الحرب، يطرح أحد المؤرخين الاسئلة ويجادل بأن مناطق الصيد الأيسلندية كانت عنصر مهم وفعال في تطور وازدهار صناعة الصيد البريطانية. أظهرت البيانات المتوفرة من 1919 إلى 1938 زيادة ملحوظة في إجمالي عمليات الصيد البريطاني التي أُجريت في المياه الأيسلندية. كانت منتج ما تم صيده للجانب البريطاني في أيسلندا أكثر من ضعف عدد المنتج مجتمعة لجميع الأسباب الأخرى لأسطول المياه البريطاني البعيد. تطور الصيادين الأيسلنديين من اساليبهم في الصيد على نحو متزايد من الفزع الحاضر بسبب الوجود البريطاني.

### 1949– 1958
في أكتوبر 1949، بدأت أيسلندا بوقف جزئي مفاجئ استمر عامين للاتفاق المبرم بين الدنمارك والمملكة المتحدة في عام 1901. وتم تمديد حدود التي تم الاتفاق عليها للقيام بعمليات الصيد إلى الشمال من أيسلندا إلى 4 ميل بحري (7 كم). ومع ذلك، نظرًا لأن أسطول الصيد البريطاني الذي يستخدم شباك الجر لم يجري عمليات الصيد في تلك الأرض، فإن تمديد الحدود الشمالية لم تكن مصدر يدعو للقلق أو يتسبب بنشوب خلاف كبير حول المصالح بين الدولتين. في البداية، هناك فكرة تراود حكومة أيسلندا لتمديد ما تبقى من حدود المياه التي تقام فيها عمليات صيد الأسماك بحلول نهاية فترة التوقف الجزئي الذي مدتهُ عامان، وقد أجلت تمديد تمديدها لانتظار نتائج قضية عمليات صيد الأسماك بين المملكة المتحدة والنرويج في محكمة العدل الدولية والتي تقرر في ديسمبر 1951.
كان الأيسلنديون راضين عما أُصدر من حكم في محكمة العدل الدولية، لأنهم يعتقدون أن تمديد حدود المياه الذي تبحث عنه أيسلندا كانت يشبه إلى حدا ما تلك المساحات الممنوحة للنرويج في حكم محكمة العدل الدولية. حاولت المملكة المتحدة وأيسلندا التفاوض على حل لكنهما لم يتمكنا من التوصل إلى اتفاق. أعلنت الحكومة الأيسلندية عن نيتها، في 19 مارس 1952، عزمها على تمديد حدود الصيد في 15 مايو 1952.
تورطت أيسلندا والمملكة المتحدة في نزاع قانوني من مايو 1952 إلى نوفمبر 1956 عن نية أيسلندا في تمديد حدود الصيد التي تابعه لها من جانب واحد الخاصة بها من 3 إلى 4 ميل بحري (6 إلى 7 كم). على عكس من باقي حروب القد، لم يتم إرسال البحرية الملكية مطلقًا إلى المياه الأيسلندية. لكن صيد الاسماك بشباك الجر البريطانية فرضت عقوبات باهظة الثمن ومكلفة على أيسلندا من خلال فرض حظر استيراد وتصدير الأسماك الأيسلندية في الموانئ البريطانية. كان حظر الهبوط ضربة كبيرة لصناعة الصيد الأيسلندية (كانت المملكة المتحدة أكبر سوق لتصدير الأسماك في أيسلندا) وتسبب في ذعر بين المسؤولين الأيسلنديين. قرر الجانبان إحالة الجزء الممتد من حدود أيسلندا إلى محكمة العدل الدولية في أوائل عام 1953: إعادة ترسيم حدود خليج فاكسفلوي (Faxaflói) الذي اثار الجدل.
أثبتت سياسات الحرب الباردة انها مواتية لحد كبير لأيسلندا كما للاتحاد السوفيتي، الذي يسعى إلى التأثير في القرار الأيسلندي، لشراء الأسماك الأيسلندية. خوفًا من النفوذ السوفيتي في أيسلندا وتعاظم شأنه، بادرت الولايات المتحدة الأمريكية بتحريك حلفائها حيث أقنعت إسبانيا وإيطاليا بالقيام بالمثل.
أدت المشاركة السوفيتية والأمريكية وتأثيرهم في اقتصاد ايسلندا في اضعاف العقوبات التي فرضتها بريطانيا. يشير بعض العلماء إلى النزاع بين 1952 و1956 يمكن ان يعد كحرب من حروب القد، حيث إن موضوع النزاع وتكاليفه ومخاطرة كانت جميعها مماثلة لتلك الموجودة في حروب القد الثلاثة الأخرى. مثلما حدث في حروب القد الأخرى، انتهى هذا النزاع بتحقيق أيسلندا لأهدافها الموضوعة، حيث تم الاعتراف بحدود صيد السمكي التي تبلغ 4 ميل بحري (7 كم) من قبل المملكة المتحدة، عقب قرار صادر عن منظمة التعاون الاقتصادي الأوروبي في عام 1956. بعد ذلك بعامين، بالتحديد في عام 1958، عقدت الأمم المتحدة أول مؤتمر دولي للإقرار قانون البحار، حضره 86 دولة. كشفت عدة دول عن نيتها في تمديد حدود مياهها الإقليمية إلى 12 ميل بحري (22 كم)، لكن المؤتمر لم يتوصل إلى أي بيان ختامي يؤكد عن توصل إلى نتيجة معينة بخصوص تلك النوايا.